# Moviezine

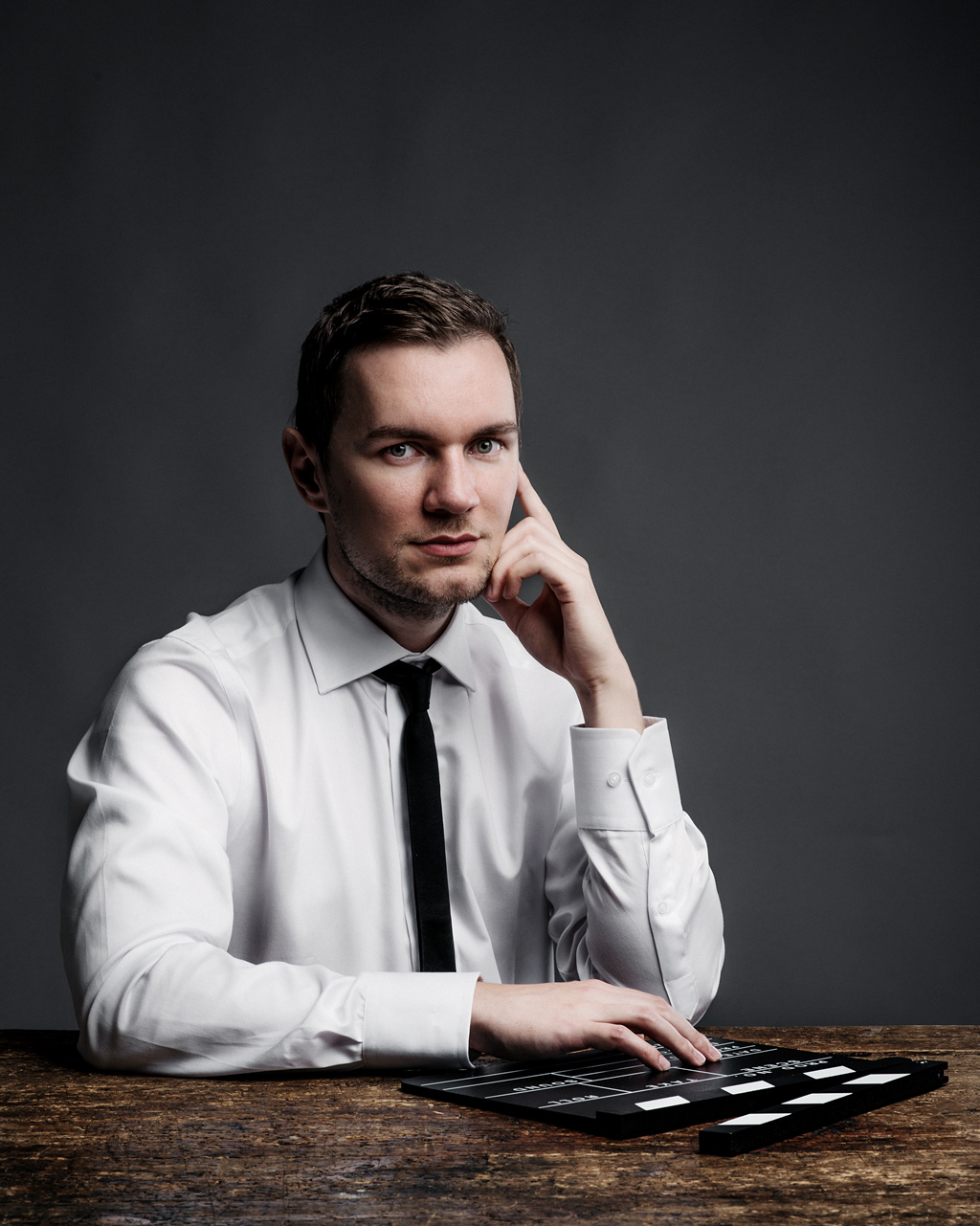
Alexander Kardelo, MovieZines chefredaktör.

Moviezine, stiliserat MovieZine, är en svensk webbtidning. Den grundades 2003 som en webbplats för nyheter och recensioner om film och TV-serier och hade 2014 runt en halv miljon unika besökare varje månad.
MovieZine kom även i oktober 2012 ut som gratis papperstidskrift, i ett samarbete med Film2home. Nya nummer kom därefter ut var tredje månad.
Appen Flixit som lanserades våren 2016 grundar sig på MovieZines databas.